# آرام سوکیازیان
آرام سوکیازیان (ارمنی: Արամ Միսակի Սուքիասյան؛  ۲۷ فوریهٔ ۱۹۷۶) یک کارگردان فیلم، فیلم‌نامه‌نویس، تهیه‌کننده، دولتمرد اهل ارمنستان است. وی از سال میلادی تاکنون مشغول فعالیت بوده است.

## زندگی‌نامه
وی در ۲۷ فوریهٔ ۱۹۷۶ در ایروان به دنیا آمد و از انستیتو دولتی سینما و تئاتر ایروان (۱۹۹۸) و ՊԿԱ (۲۰۰۵) فارغ‌التحصیل شد. وی همچنین برندهٔ جوایزی همچون چهره هنری شایسته جمهوری ارمنستان (۲۰۱۲) شده است.